# Münchner Kindl

Kleines Wappen der Landeshauptstadt München

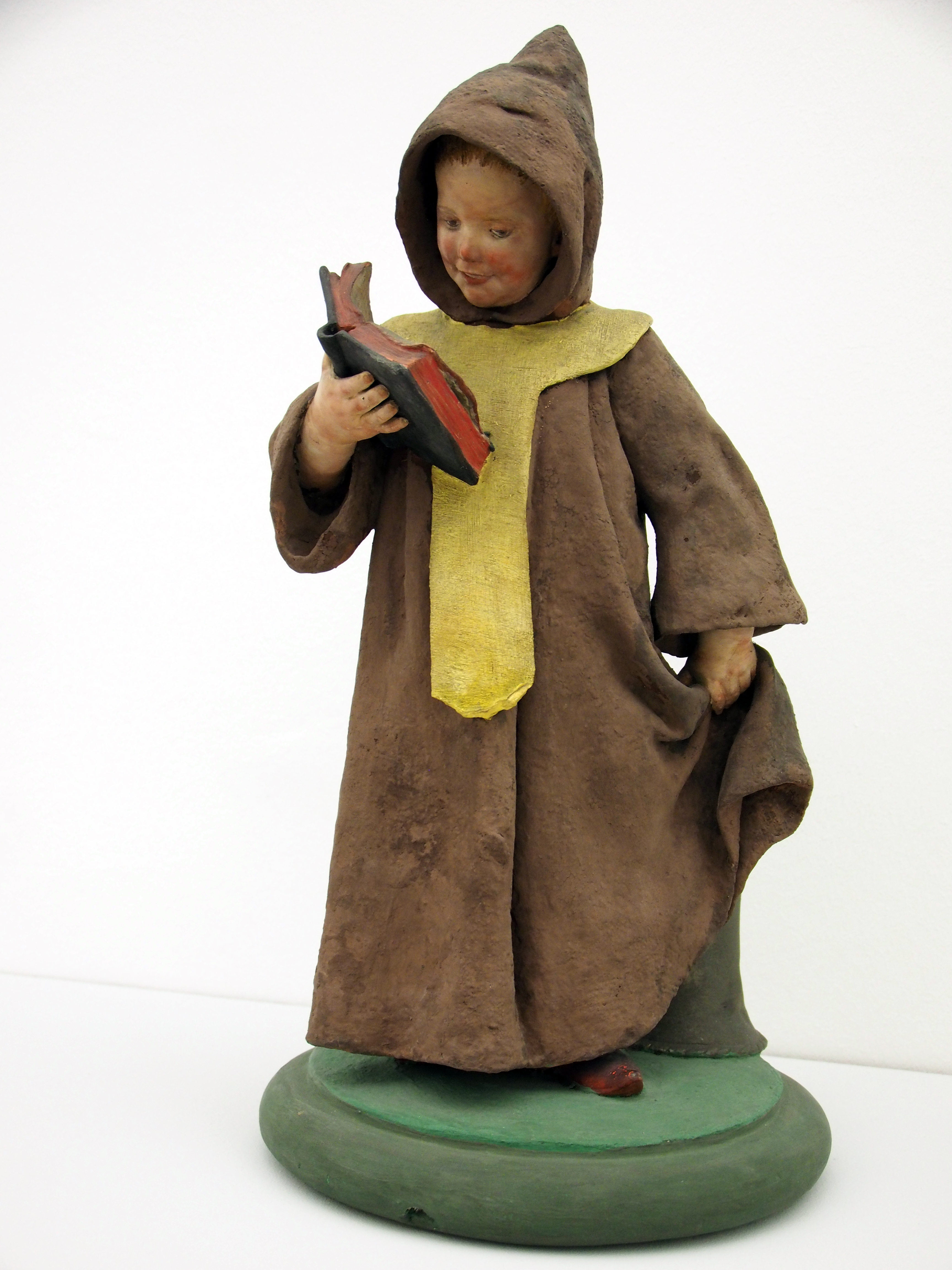
Münchner Kindl als Gipsfigur von Rudolf Maison

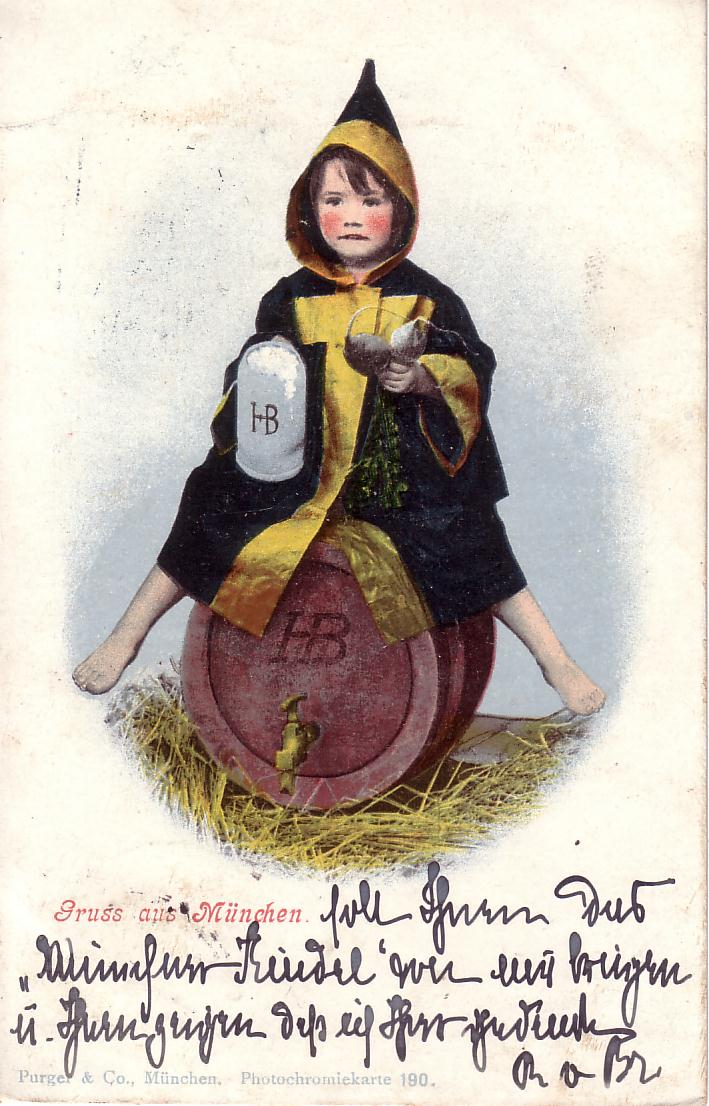
Münchner Kindl – Postkarte um 1900
Aufschrift: Gruss aus München ſoll Ihnen das „Münchner Kindel“ von mir bringen u. Ihnen genügen daſs ich Ihrer gedenck R. v. Bz.

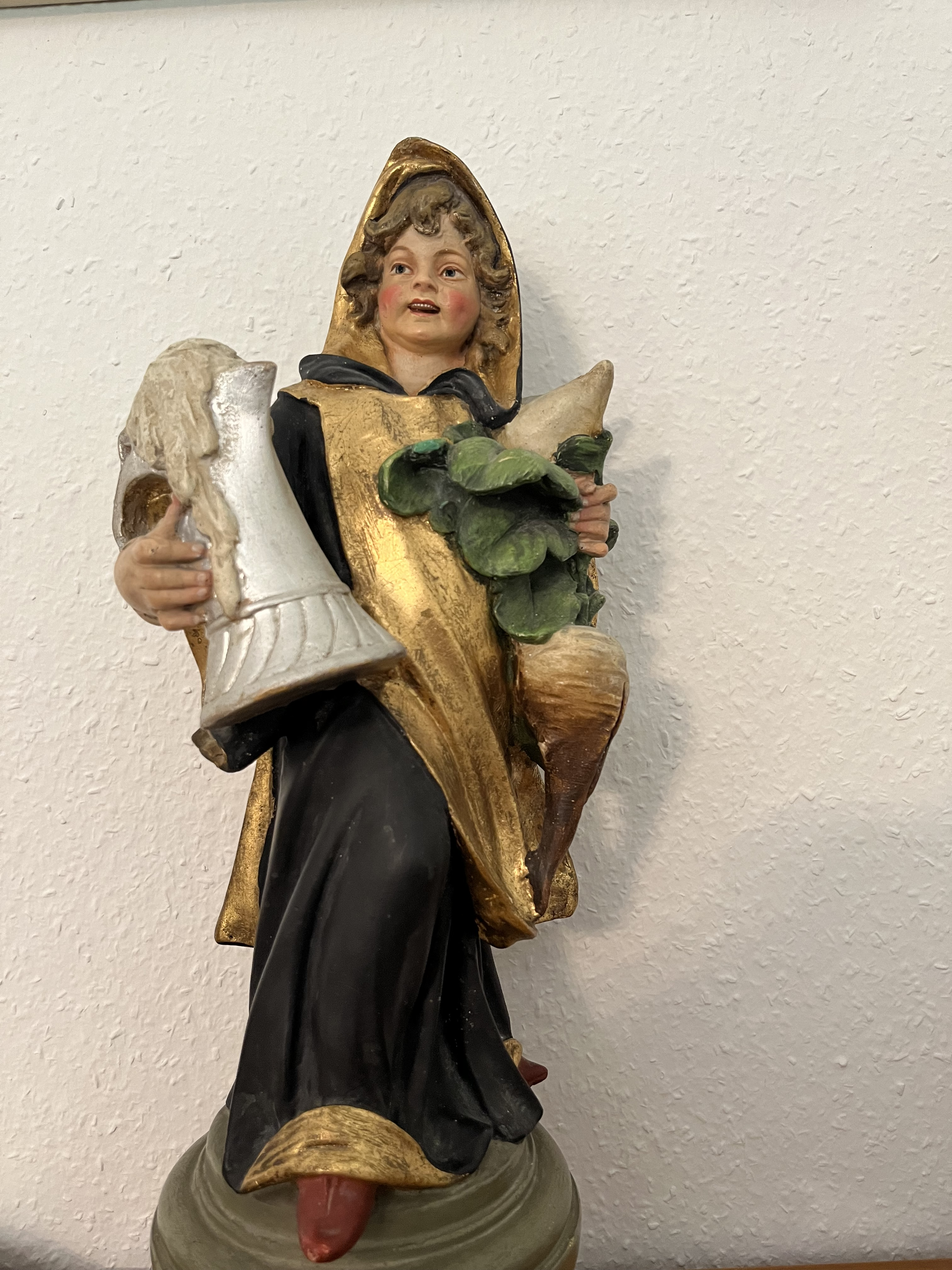
Gipsfigur, frühes 20. Jahrhundert

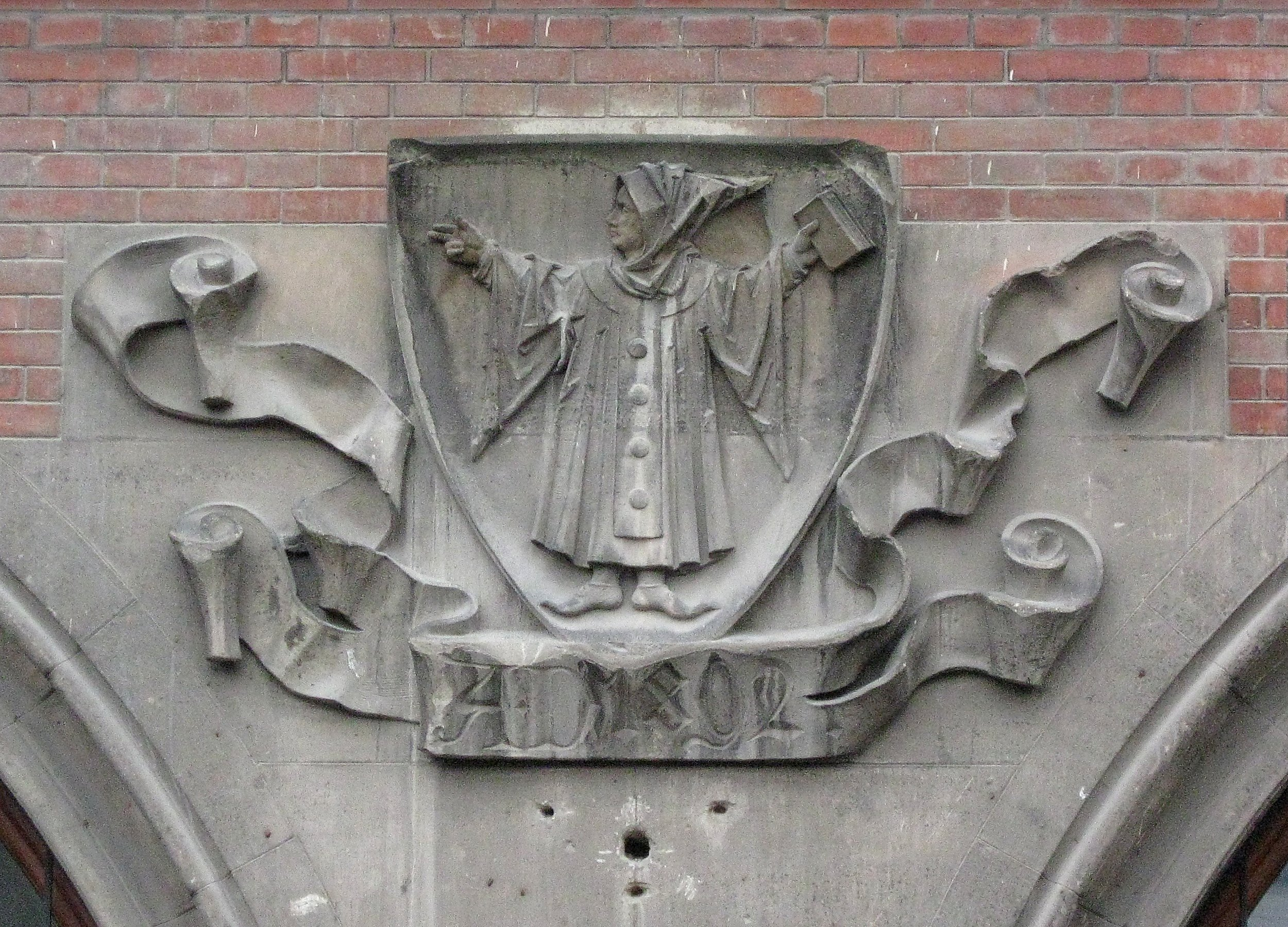
Wappen am Neuen Rathaus in München von 1892

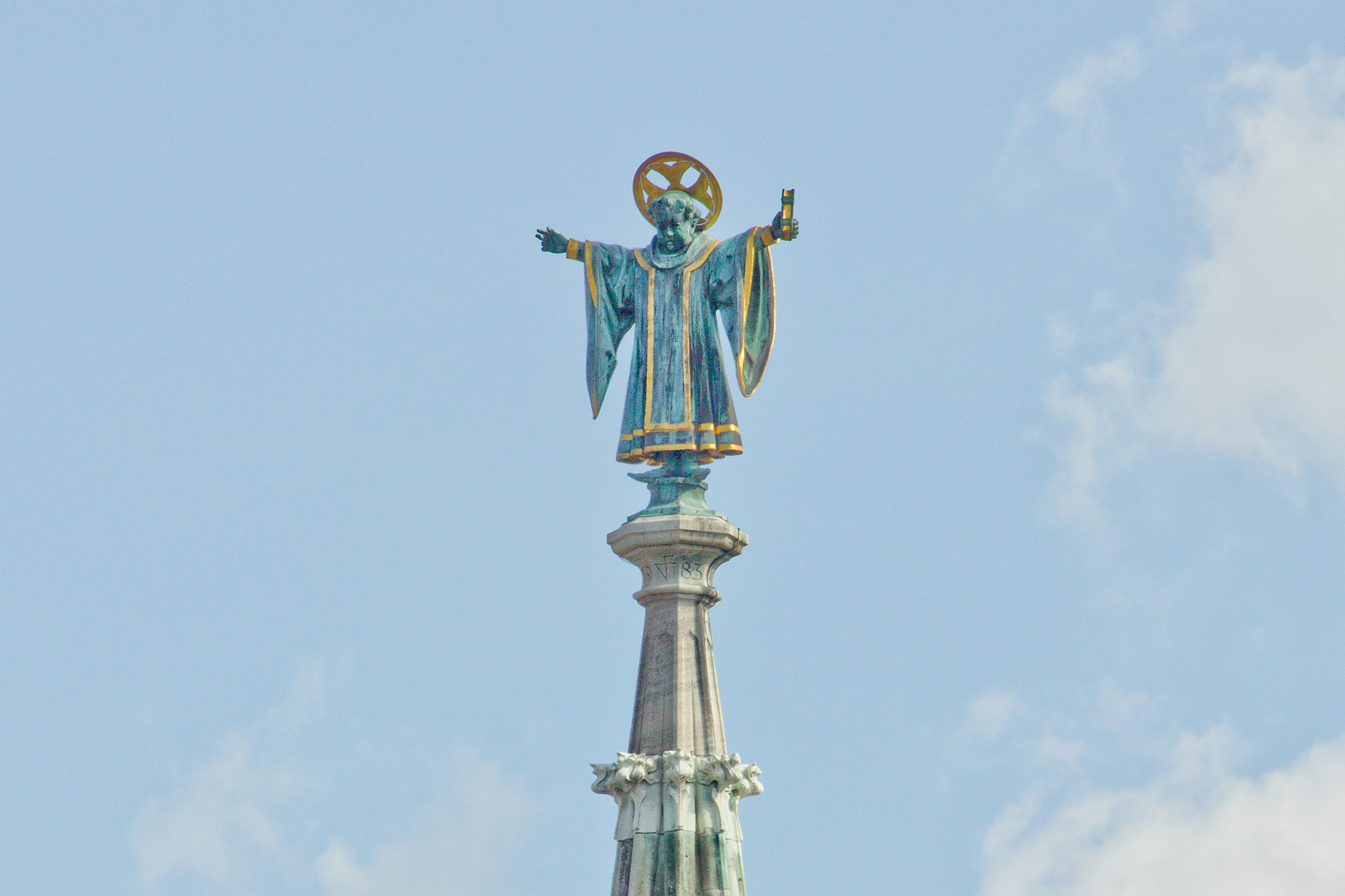
Münchner Kindl auf der Spitze des Rathausturms

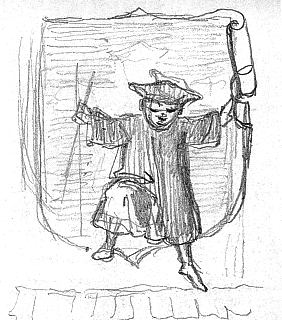
Münchner Kindl steigt aus dem Wappen (1847 von Kaspar Braun)

Die offizielle Wappenfigur von München ist im silbernen Wappenschild ein nach heraldisch rechts blickender Mönch mit goldgeränderter schwarzer Kutte und roten Schuhen, in der Linken ein rotes Eidbuch haltend, die Rechte zum Schwur erhoben. Womöglich handelte es sich bei dem Eidbuch ursprünglich um das Stadtrechtsbuch oder ein Evangelienbuch und bei der Schwurhand um eine segnende Hand. Der Mönch weist auf ein auf dem Stadtgebiet bestehendes Kloster von Mönchen hin, auf die laut einer Theorie der Name München zurückgeht. Zur Etymologie siehe Geschichte Münchens.
Häufig wird aber die Wappenfigur von München als Münchner Kindl bezeichnet und dargestellt. Seit dem 16. Jahrhundert wurde das Stadtwappen von verschiedenen Künstlern (inoffiziell) verändert und anders dargestellt. Dabei wurde der Mönch immer mehr verkindlicht und die Bezeichnung als Münchner Kindl ist erstmals 1727 nachgewiesen. Letztlich wurde in den 1920er Jahren aus einem Jungen ein Mädchen, das Münchner Kindl.
Kurz nach 1900 brach in München eine Münchner-Kindl-Manie aus. Die Wappenfigur zierte unzählige Logos. Es war eines der beliebtesten Postkartenmotive Münchens. Unter den vielen Künstlern, die das Münchner Kindl in vielen Alltagsszenen zeichneten, aber meist in Verbindung mit Bier und Sehenswürdigkeiten der Stadt München, sind besonders Paul Otto Engelhard und Otto Obermeier hervorzuheben.
Zum „Leben erweckt“ wurde das Münchner Kindl erstmals vom Maler Kaspar Braun. Er ließ das Münchner Kindl (dargestellt als einen Jungen) in seiner Zeichnung aus dem Jahr 1847 aus dem Wappen steigen. Der 85 m hohe Rathausturm wird gekrönt von dem Münchner Kindl, das von Anton Schmid geschaffen wurde, wobei dessen Sohn Wiggerl (Ludwig Schmid-Wildy) Modell stand.
Man findet das Münchner Kindl z. B. auf Trambahnwagen, Kanaldeckeln, Postkarten, Bierkrügen, Bierflaschen oder Plakaten. Ein Fernschnellzug (F) der Deutschen Bundesbahn verkehrte zwischen Frankfurt und München mit dem Namen Münchner Kindl.
Anstelle des Eidbuchs hält das Münchner Kindl auf vielen Darstellungen heute einen Bierkrug und/oder einen Rettich in der Hand.
Das heutige offizielle Münchner Kindl im Wappen der Landeshauptstadt München ist eine Graphik von Eduard Ege.

## Das Münchner Kindl in Person
Das Münchner Kindl wird vom „Festring München e. V.“ berufen (vor 2001 hieß der Verein „Verkehrsverein Festring München e. V.“). Der „Festring München“ organisiert den Einzug der Wiesnwirte sowie den Trachtenzug des Münchner Oktoberfestes. Normalerweise ist das Münchner Kindl zwischen 20 und 29 Jahre alt, muss ledig und gebürtige Münchnerin mit in München geborenen Eltern oder Großeltern sein und stammt oft aus den Reihen der Münchner (Wiesn-)Wirte, Schausteller und Brauereien. Das Münchner Kindl wird auch als die „Botschafterin“ von München bezeichnet, weshalb Fremdsprachenkenntnisse, gute Umgangsformen, sowie großes Hintergrundwissen über München und Bayern vorteilhaft sind. Die damals 17-jährige Ellis Kaut wurde 1938 zum ersten offiziellen Münchner Kindl gekürt.
Am ersten Samstag des Münchner Oktoberfestes findet ein großer Trachten- und Schützenumzug der Wiesnwirte statt. Diesen Trachtenzug führt das Münchner Kindl auf einem Pferd sitzend, in einer gelb-schwarzen Franziskanerkutte bekleidet und einen Maßkrug haltend an. Es steht anschließend neben dem Oberbürgermeister von München, wenn er das Oktoberfest mit dem Fassanstich und dem Ruf „O’zapft is!“ eröffnet.
Neben diesen traditionellen Aufgaben wird das Münchner Kindl zu verschiedenen Anlässen eingeladen, um die Stadt München als „Botschafterin“ zu repräsentieren.
| Jahr      | Name                        |
| --------- | --------------------------- |
| 1937      | Gabriele Steinacker         |
| 1938      | Ellis Kaut                  |
| 1965      | Lieserl Fesenmeier          |
| 1972–1978 | Christl Mory                |
| 1979–1980 | Hannelore Fischer           |
| 1981–1983 | Helene Münchhalfen (Ostler) |
| 1984–1986 | Stephanie Spendler (Hagn)   |
| 1987–1994 | Manuela Weitner             |
| 1995–1998 | Silja Schrank-Steinberg     |

| Jahr      | Name                  |
| --------- | --------------------- |
| 1999–2000 | Stephanie Redl        |
| 2001–2002 | Daniela Heide         |
| 2003–2004 | Julia Krätz           |
| 2005–2006 | Nadine Schröder       |
| 2007–2009 | Stefanie Krätz        |
| 2010–2014 | Maria Newrzella       |
| 2015      | Laila Noeth           |
| 2016–2022 | Viktoria Ostler       |
| seit 2023 | Franziska Inselkammer |

## Alle anderen Münchner Kindl
Jeder in München Geborene wird als Münchner Kindl bezeichnet.
Auch eine bayerische Spirituosen-Spezialität der Firma Riemerschmid wird als Münchner Kindl bezeichnet, hiervon gibt es drei Sorten:
- Oberbayerischer Gebirgsenzian
- Bärwurz
- Erster Altbayerischer Kartoffelschnaps

Nach Münchens Wappenfigur ist auch die in der Haidhausener Kirchenstraße gelegene Münchner-Kindl-Brauerei benannt, die 1905 vom Unionsbräu übernommen wurde.
Eine Restaurantkette, die auf Mallorca in der Nähe der Ballermann-Strände gebaut wurde, wurde ebenfalls so genannt.